# Lotta libera ai Giochi della XVII Olimpiade - Pesi massimi
La competizione della categoria pesi massimi (oltre 87 kg) di lotta libera dei Giochi della XVII Olimpiade si è svolta dal 1º al 6 settembre 1960 alla Basilica di Massenzio a Roma.

## Formato
Ad ogni incontro venivano assegnate le seguenti penalità:
- 0 = Al vincitore per schienata
- 1 = Al vincitore ai punti
- 2 = In caso di pareggio
- 3 = Allo sconfitto ai punti
- 4 = Allo sconfitto per schienata

Con sei penalità o più il lottatore veniva eliminato. I tre lottatori rimasti disputavano un torneo finale con i risultati acquisiti nel precedenti turni.

## Risultati
| Legenda                                  | Legenda |
| ---------------------------------------- | ------- |
| Lottatore con 6 penalità o più Eliminato |         |

### 1º Turno
Si è disputato il 1º settembre.
| Vincitore            | Pen. | Risultato | Sconfitto            | Pen. |
| -------------------- | ---- | --------- | -------------------- | ---- |
| Savkuz Dzarasov      | 0    | Schienata | Kaoru Ishiguro       | 4    |
| Yaqub-Ali Shourvarzi | 0    | Schienata | Max Ordman           | 4    |
| Bertil Antonsson     | 0    | Schienata | Max Widmer           | 4    |
| Wilfried Dietrich    | 0    | Schienata | Ray Mitchell         | 4    |
| János Reznák         | 1    | Ai Punti  | Bill Kerslake        | 3    |
| Ken Richmond         | 0    | Schienata | Nizam-ud-din Subhani | 4    |
| Lyutvi Akhmedov      | 0    | Schienata | Muhammad Nazir       | 4    |
| Hamit Kaplan         | 0    | Schienata | Lucjan Sosnowski     | 4    |
| Pietro Marascalchi   | 0    | Esentato  |                      |      |

### 2º Turno
Si è disputato il 2 settembre.
| Vincitore          | Pen. | Risultato  | Sconfitto            | Pen. |
| ------------------ | ---- | ---------- | -------------------- | ---- |
| Pietro Marascalchi | 0    | Schienata  | Kaoru Ishiguro       | 8    |
| Savkuz Dzarasov    | 0    | Schienata  | Yaqub-Ali Shourvarzi | 4    |
| Bertil Antonsson   | 0    | Schienata  | Max Ordman           | 8    |
| Wilfried Dietrich  | 0    | Schienata  | Max Widmer           | 8    |
| János Reznák       | 3    | = Parità = | Ray Mitchell         | 6    |
| Bill Kerslake      | 3    | Schienata  | Ken Richmond         | 4    |
| Muhammad Nazir     | 5    | Ai Punti   | Nizam-ud-din Subhani | 7    |
| Hamit Kaplan       | 2    | = Parità = | Lyutvi Akhmedov      | 2    |
| Lucjan Sosnowski   | 4    | Esentato   |                      |      |

### 3º Turno
Si è disputato il 3 settembre.
| Vincitore          | Pen. | Risultato  | Sconfitto            | Pen. |
| ------------------ | ---- | ---------- | -------------------- | ---- |
| Pietro Marascalchi | 0    | Schienata  | Lucjan Sosnowski     | 8    |
| Savkuz Dzarasov    | 0    | Schienata  | Bertil Antonsson     | 4    |
| Wilfried Dietrich  | 0    | Schienata  | Yaqub-Ali Shourvarzi | 8    |
| János Reznák       | 4    | Ai Punti   | Ken Richmond         | 7    |
| Lyutvi Akhmedov    | 4    | = Parità = | Bill Kerslake        | 5    |
| Hamit Kaplan       | 2    | Schienata  | Muhammad Nazir       | 9    |

### 4º Turno
Si è disputato il 5 settembre.
| Vincitore         | Pen. | Risultato  | Sconfitto          | Pen. |
| ----------------- | ---- | ---------- | ------------------ | ---- |
| Savkuz Dzarasov   | 0    | Schienata  | Pietro Marascalchi | 4    |
| Wilfried Dietrich | 1    | Ai Punti   | Bertil Antonsson   | 7    |
| János Reznák      | 6    | = Parità = | Lyutvi Akhmedov    | 6    |
| Hamit Kaplan      | 3    | Ai Punti   | Bill Kerslake      | 8    |

### 5º Turno
Si è disputato il 6 settembre.
| Vincitore         | Pen. | Risultato  | Sconfitto          | Pen. |
| ----------------- | ---- | ---------- | ------------------ | ---- |
| Wilfried Dietrich | 1    | Schienata  | Pietro Marascalchi | 8    |
| Savkuz Dzarasov   | 2    | = Parità = | Hamit Kaplan       | 5    |

### Turno finale
| Vincitore         | Pen. | Risultato  | Sconfitto       | Pen. |
| ----------------- | ---- | ---------- | --------------- | ---- |
| Savkuz Dzarasov   | 2    | = Parità = | Hamit Kaplan    | 2    |
| Wilfried Dietrich | 0    | Schienata  | Savkuz Dzarasov | 6    |
| Wilfried Dietrich | 2    | = Parità = | Hamit Kaplan    | 4    |

1. ↑  Disputato nel 5º turno

## Classifica finale
| Pos.    | Atleta               | Nazione          |
| ------- | -------------------- | ---------------- |
| Oro     | Wilfried Dietrich    | Germania         |
| Argento | Hamit Kaplan         | Turchia          |
| Bronzo  | Savkuz Dzarasov      | Unione Sovietica |
| 4       | Pietro Marascalchi   | Italia           |
| 5       | Lyutvi Akhmedov      | Bulgaria         |
| 6       | János Reznák         | Ungheria         |
| 7       | Bertil Antonsson     | Svezia           |
| 8       | Bill Kerslake        | Stati Uniti      |
| 9       | Ken Richmond         | Gran Bretagna    |
| 10      | Yaqub-Ali Shourvarzi | Iran             |
| 10      | Lucjan Sosnowski     | Polonia          |
| 12      | Muhammad Nazir       | Pakistan         |
| 13      | Ray Mitchell         | Australia        |
| 14      | Nizam-ud-din Subhani | Afghanistan      |
| 15      | Max Widmer           | Svizzera         |
| 15      | Max Ordman           | Sudafrica        |
| 15      | Kaoru Ishiguro       | Giappone         |